# Rosa Namises
Visolela Rosalinda "Rosa" Namises (sinh năm 1958), biệt danh là "Rosa Luxemburg của Namibia", là một chính khách và nhà hoạt động nhân quyền người Namibia. Bà là cựu thành viên Quốc hội và là thành viên sáng lập và là cựu tổng thư ký của Đại hội Dân chủ Nam Kỳ (CoD). Với tư cách một nhân vật nổi bật về vấn đề giới, vi phạm nhân quyền và bạo lực đối với phụ nữ và trẻ em ở Namibia, bà là giám đốc phụ nữ Đoàn kết Namibia và làm việc tại trung tâm chăm sóc trẻ em Dolam Residential, một trung tâm chăm sóc ban ngày cho các trẻ em dễ bị tổn thương.

## Cuộc sống và giáo dục ban đầu
Namises được sinh ra vào ngày 20 tháng 4 năm 1958 là một trong chín người con của một người cha người Angola và mẹ Damara ở Old Location của Windhoek, thủ đô của Namibia. Bà lớn lên cùng với cha cho đến khi bà 15 tuổi và theo học trường trung học Augustineum ở Windhoek. Sau khi tốt nghiệp, bà bắt đầu làm việc, đầu tiên như một người dọn dẹp, sau đó như là một trợ lý điều dưỡng, và bà đã hoàn thành kỳ thi của mình thông qua một khóa học qua thư từ với trường Cao đẳng Sukses.
Hoạt động chính trị của bà lần đầu tiên đã đưa bà vào tù và sau đó buộc bà đi lưu vong, buộc bà phải ngừng việc giáo dục của mình. Chỉ vào năm 1990 khi Namibia trở thành quốc gia độc lập, bà mới tiếp tục học. Bà có bằng Cao đẳng về Giáo dục Người lớn và Cơ bản từ UNISA và bằng Diploma về Phát triển và Lập kế hoạch Giới tính của Đại học London. Bà tiếp tục có bằng Diploma về phụ nữ trong quản lý, đã tham gia một số giáo dục đại học, và có được kỹ năng tư vấn và hướng dẫn hội thảo.